# Joan Vinyes
Pour les articles homonymes, voir Vinyes.
Joan Vinyes Dabad, né le 20 juin 1969 à Andorre-la-Vieille, est un pilote  de rallyes, de courses de côtes, et sur circuits andorran. Il est le fils de Joan Vinyes Casanovas i Nati Dabad, champion d'Espagne de course de côte en 1986 et vainqueur du Trophée FIA de la montagne en 1991 sur Ford Sierra (vainqueur à Al Fito en 1986 et 1988 en championnat continental).

## Biographie
Ce pilote découvre la compétition automobile en 1988, au championnat d'Espagne de montagne (où il est déjà vice-champion du groupe N, sur R5 GT-Turbo).
Il est toujours en activité en 2014, sur Suzuku Swift S 1600 du team Suzuki Motor Iberica (depuis 2010).

## Palmarès(au 31/12/2014)

### Titres

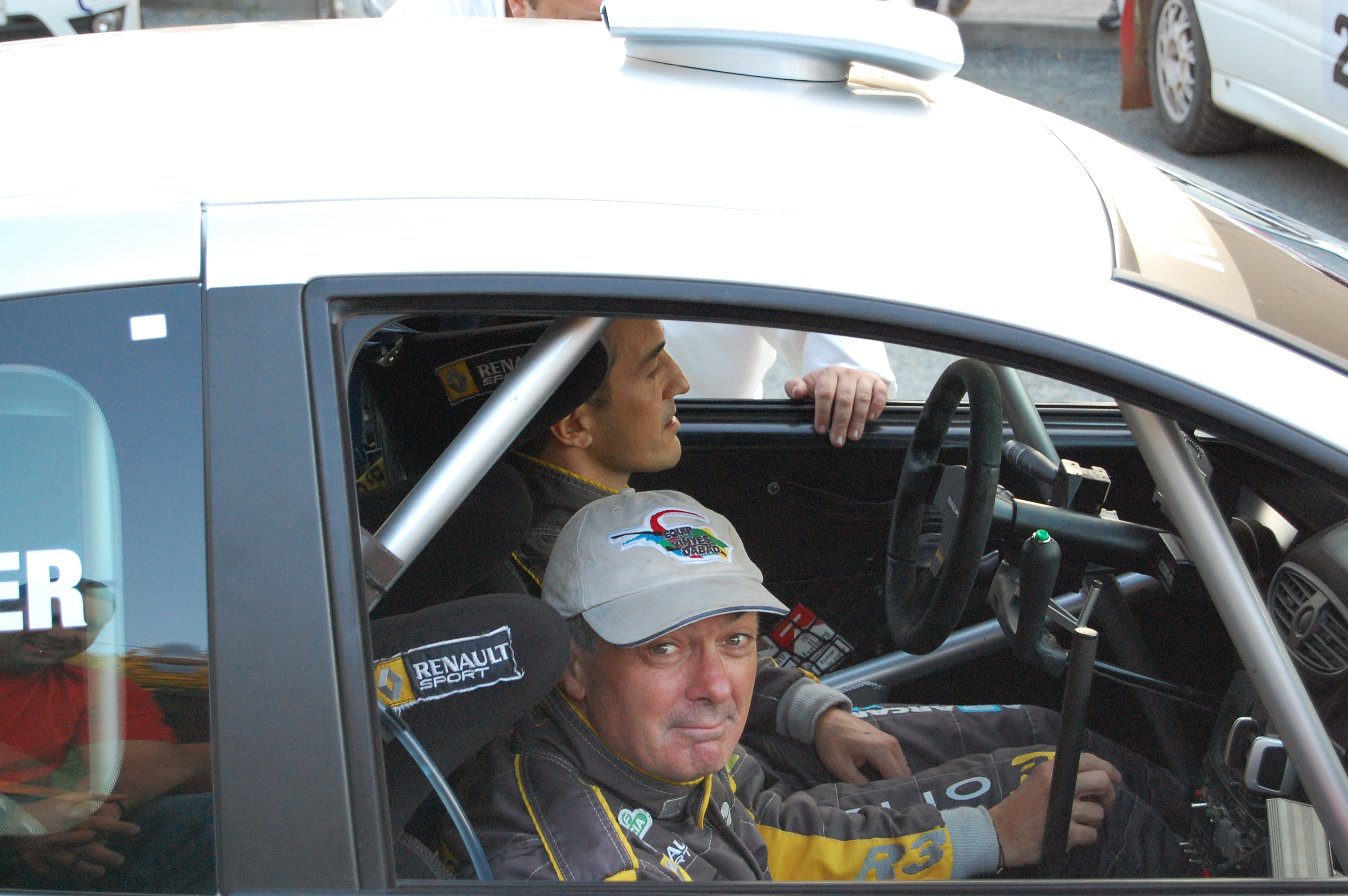
Joan Vinyes et Jordi Mercader, au rallye de Cabanas de 2008.

- Champion d'Andorre automobile: 1994;

Courses de côte
- Champion d'Espagne du Groupe N: 1991;
  - Vice-champion d'Europe: 1993 et 1994 (sur Osella-BMW);

Circuits
- Supercoupe Seat Leon: 2002;
- Coupe d'Espagne d'endurance: 2009 (sur Seat Leon);

Rallyes
- Champion de Catalogne des Rallyes: 1991 (sur Ford Sierra Cosworth):
- Trophée Citroën des Rallyes: 1998;
- Champion d'Andorre des Rallyes: 1999 (Citroën);
- Champion d'Espagne des Rallyes de Terre deux roues motrices: 2001 (sur Seat Ibiza GTi 16V);
  - 3e du championnat d'Espagne des rallyes asphalte: 2003 et 2011;
  - Vice-champion d'Espagne des rallyes asphalte: 2004;
  - Vice-champion d'Espagne des rallyes de terre deux roues motrices: 2005,
  - 3e du championnat d'Espagne des rallyes de terre: 2006;
- Champion de Catalogne des rallyes de terre: 2007;
  - Vice-champion d'Espagne des rallyes de terre: 2007,
- Coupe du Challenge Renault Clio espagnol R3: 2008 (8 victoires) et 2009 (5 victoires);
  - Vice-champion d'Espagne des rallyes asphalte de Catégorie R3: 2009;
- Quadruple Champion d'Espagne des Rallyes deux roues motrices: 2010, 2011, 2012 et 2014 (sur Suzuki Swift S1600); 
  - Vice-champion IRC des Rallyes deux roues motrices: 2012;
  - Vice-champion d'Espagne des rallyes deux roues motrices: 2013;

### Victoire en ERC
- Rallye des Asturies en 2012, copilote Jordi Mercader sur Suzuki Swift S1600;

### Victoire en IRC
- Catégorie 2RM (2RW): Rallye des îles Canaries - El Corte Inglés en 2006, copilote Jordi Mercader sur Suzuki Swift S1600;

### 4 victoires en championnat d'Espagne des rallyes asphalte
- 2003: Rallye Costa del Sol (Malaga) (sur Peugeot 206 S1600, copilote Xavi Lorza);
- 2004: Rallye Rias Baixas (Vigo) (sur Peugeot 206 S1600, copilote Xavi Lorza);
- 2004: Rallye Villa de Llanes (sur Peugeot 206 S1600, copilote Xavi Lorza);
- 2005: Rallye Islas Canarias-El Corte Inglés (sur Peugeot 206 S1600, copilote Xavi Lorza Junca, comptant pour la Coupe d'Europe zone ouest); 
  - 2e du rallye Principe de Asturias, en 2003;
  - 2e du rallye Vasco-Navarro, en 2003;
  - 2e du rallye Cantabria Infinita en 2004;
  - 2e du rallye Costa del Sol, en 2004;
  - 2e du rallye de Madrid - La Alcarria, en 2004;
  - 3e du rallye Islas Canarias-El Corte Inglés en 2004 (5e au général);
  - 3e du rallye de Ourense en 2005;
  - 3e du rallye rallye La VilaJoiosa en 2006;
  - 3e du rallye Cantabria Infinita en 2012;

### 9 victoires en championnat d'Espagne des rallyes de terre

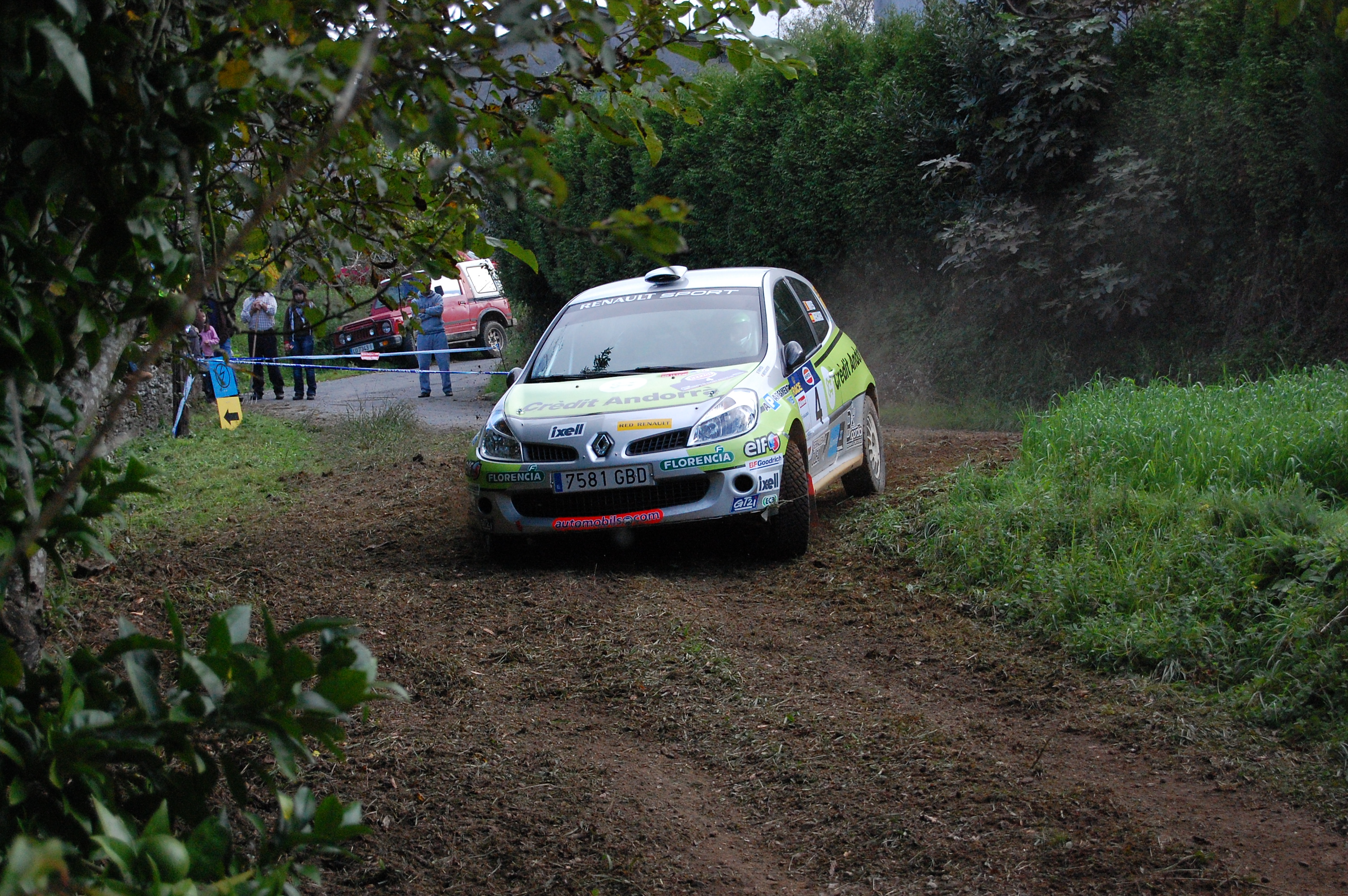
J.Vinyes, toujours au rallye Cabanas (Tierra) en 2008.

- 2005 et 2006: Rallye de Alcaniz;
- 2005: Rallye de Caceres;
- 2005: Rallye de Palma del Rio;
- 2005 et 2007: Rallye de Ourense;
- 2006: Rallye de Guijuelo;
- 2007: Rallye de Palma del Río;
- 2007: Rallye de Cabanas.

### Victoires sur circuits
- 2003: Circuit de Catalunya;
- 2009: Circuit de Alcañiz (en coupe d'Espagne de résistance, sur Seat Leon);
- 2009: 4 Heures de terre de Lleida;

### Victoires en courses de côte
- 1993 et 1994: Al Fito.

## Remarque
- Núria Vinyes a été la meilleure pilote féminine de la Course de côte de Montseny en 1979, sur Ford Escort.